# Philomedes charcoti
Philomedes charcoti is een mosselkreeftjessoort uit de familie van de Philomedidae. De wetenschappelijke naam van de soort is voor het eerst geldig gepubliceerd in 1908 door Daday.